# Cabares potrillo
Cabares potrillo är en fjärilsart som beskrevs av Lucas 1857. Cabares potrillo ingår i släktet Cabares och familjen tjockhuvuden. Inga underarter finns listade i Catalogue of Life.